# Mastersul German
Mastersul German este un turneu profesionist de snooker care se desfășoară încă dn 1995, sub diferite nume. Prima denumire a fost Openul German și a avut loc în diferite orașe germane între 1995 și 1997. În 1998, turneul și-a schimbat numele în Mastersul German, însă a fost doar turneu invitațional, iar ulterior a dispărut din calendar. În 2011, turneul a reapărut în circuit sub numele actual și s-a jucat de atunci la Tempodrom arenă din Berlin, cu o singură excepție, ediția din 2021, desfășurată din cauza pandemiei de Covid-19 la Milton Keynes, în Anglia.

## Istoric
Prima ediție a avut loc în decembrie 1995 și a avut la start 36 de jucători: primii 16 în clasamentul mondial, 16 jucători veniți din calificări și patru wild-carduri. În finală s-au înfruntat John Higgins și Ken Doherty, scoțianul câștigând cu 9-3 după ce scorul fusese egal, 3-3.
În 1996 turneul a avut loc din nou în decembrie, la baza militară britanică din Osnabrück. Doar 16 jucători au participat în Germania, după ce calificările se desfășuraseră la Preston. În finală, Ronnie O'Sullivan l-a învins pe Alain Robidoux cu 9-7 după ce condusese cu 7-3, dar fusese egalat.
Ediția din 1998 a fost una invitațională, cu doar 12 participanți. John Parrott l-a învins în finală pe Mark Williams cu 6–4 după ce galezul condusese cu 4-3.
Turneul a dispărut din calendar și a revenit abia în sezonul 2010-2011, având loc în Berlin pe parcursul a cinci zile (de miercuri până duminică), cu doar 32 de participanți, după ce două tururi de calificare erau desfășurate în Anglia. După ce mulți favoriți au fost eliminați în calificări și astfel nu ajungeau la Tempodrom, organizatorii au schimbat  sistemul, ducând turneul la șapte zile de disputare.

## Câștigători
| An                                                   | Campion                 | Finalist              | Scor | Arenă                   | Oraș                  | Sezon   |
| ---------------------------------------------------- | ----------------------- | --------------------- | ---- | ----------------------- | --------------------- | ------- |
| Openul German (turneu de clasament, 1995–1997)       |                         |                       |      |                         |                       |         |
| 1995                                                 | John Higgins (SCO)      | Ken Doherty (IRL)     | 9–3  | Messe Frankfurt         | Frankfurt             | 1995/96 |
| 1996                                                 | Ronnie O'Sullivan (ENG) | Alain Robidoux (CAN)  | 9–7  | Roberts Barracks        | Osnabrück             | 1996/97 |
| 1997                                                 | John Higgins (SCO)      | John Parrott (ENG)    | 9–4  | Atlantis Rheinhotel     | Bingen am Rhein       | 1997/98 |
| Mastersul German (invitațional, 1998)                |                         |                       |      |                         |                       |         |
| 1998                                                 | John Parrott (ENG)      | Mark Williams (WAL)   | 6–4  | Best Western Rheinhotel | Bingen am Rhein       | 1998/99 |
| Mastersul German (turneu de clasament, 2011–prezent) |                         |                       |      |                         |                       |         |
| 2011                                                 | Mark Williams (WAL)     | Mark Selby (ENG)      | 9–7  | Tempodrom               | Berlin                | 2010/11 |
| 2012                                                 | Ronnie O'Sullivan (ENG) | Stephen Maguire (SCO) | 9–7  | Tempodrom               | Berlin                | 2011/12 |
| 2013                                                 | Ali Carter (ENG)        | Marco Fu (HKG)        | 9–6  | Tempodrom               | Berlin                | 2012/13 |
| 2014                                                 | Ding Junhui (CHN)       | Judd Trump (ENG)      | 9–5  | Tempodrom               | Berlin                | 2013/14 |
| 2015                                                 | Mark Selby (ENG)        | Shaun Murphy (ENG)    | 9–7  | Tempodrom               | Berlin                | 2014/15 |
| 2016                                                 | Martin Gould (ENG)      | Luca Brecel (BEL)     | 9–5  | Tempodrom               | Berlin                | 2015/16 |
| 2017                                                 | Anthony Hamilton (ENG)  | Ali Carter (ENG)      | 9–6  | Tempodrom               | Berlin                | 2016/17 |
| 2018                                                 | Mark Williams (WAL)     | Graeme Dott (SCO)     | 9–1  | Tempodrom               | Berlin                | 2017/18 |
| 2019                                                 | Kyren Wilson (ENG)      | David Gilbert (ENG)   | 9–7  | Tempodrom               | Berlin                | 2018/19 |
| 2020                                                 | Judd Trump (ENG)        | Neil Robertson (AUS)  | 9–6  | Tempodrom               | Berlin                | 2019/20 |
| 2021                                                 | Judd Trump (ENG)        | Jack Lisowski (ENG)   | 9–2  | Marshall Arena          | Milton Keynes, Anglia | 2020/21 |
| 2022                                                 | Zhao Xintong (CHN)      | Yan Bingtao (CHN)     | 9–0  | Tempodrom               | Berlin                | 2021/22 |
| 2023                                                 | Ali Carter (ENG)        | Tom Ford (ENG)        | 10–3 | Tempodrom               | Berlin                | 2022/23 |
| 2024                                                 | Judd Trump (ENG)        | Si Jiahui (CHN)       | 10–5 | Tempodrom               | Berlin                | 2023/24 |
| 2025                                                 | Kyren Wilson (ENG)      | Barry Hawkins (ENG)   | 10–9 | Tempodrom               | Berlin                | 2024/25 |